# 莎拉·简·安德伍德
莎拉·简·安德伍德（英語：Sara Jean Underwood，1984年3月26日—）出生于美国俄勒冈州，美国著名模特和演员，被选为《花花公子》杂志2006年“月度玩伴”，后来成为2007年的年度玩伴。

## 简介

### 早期生活
安德伍德出生在美国俄勒冈州波特兰。2002年，她在俄勒冈州的史佳普斯高级中学毕业，就读于美国俄勒冈州立大学和波特兰州立大学，
当时她是美式橄榄球球员德里克·安德森的同学。
她的第一份工作是推销大型建筑设备，
她工作的地点是俄勒冈州比弗顿的Hooters连锁餐厅。

### 模特生涯
2005年10月，她出现在《花花公子》杂志上，画面上的她拿着一个足球，穿着比基尼和足球球衣。
2006年7月，她再度登上了《花花公子》杂志，并且被选为“月度玩伴”。
2008年3月，她被选为《花花公子》25个热门名人之一。

### 活动
2007年，她出现在美国大片《史诗电影》中。
2009年，她在电视台工作。
安德伍德爱好瑜伽，她参加了“第八届女忍者”活动，被誉为美国的忍者战士。

## 感情生活
美国媒体报道她曾和主持人瑞安·西克雷斯特有过2年的情侣关系。

## 作品

### 电影
| 年份   | 中文名称           | 英文名称                 | 角色             | 备注       |
| ------ | ------------------ | ------------------------ | ---------------- | ---------- |
| 2007年 | 史诗电影           | Epic Movie               | 一个妓女         |            |
| 2008年 | 校园兔女郎         | The House Bunny          | 莎拉·简·安德伍德 | 扮演她自己 |
| 2009年 | 两百万财产的笨女人 | Two Million Stupid Women | 瑾儿             |            |
| 2009年 | 玛斯小姐           | Miss March               | 莎拉·简·安德伍德 | 扮演她自己 |
| 2009年 | 占卜               | The Telling              | 特蕾西           |            |
| 2009年 |                    | Zellwood                 | 凯蒂             |            |